# Mieczysław Pańkowski
Mieczysław Pańkowski (ur. 6 października 1865 w Dublanach, zm. 9 listopada 1940 w Krakowie) – polski zootechnik, profesor. Syn Kazimierza.

## Życiorys
Syn Kazimierza Pańkowskiego i Honoraty Komarnickiej. Brat Stanisława Pańkowskiego i Heleny Maciołowskiej – właścicielki Mokrzan koło Sambora. Żonaty z Elżbietą Czarnowską (1867–1941). Miał dwie córki Annę Pańkowską po mężu Dzierżanowską i Marię Pańkowską, po mężu Sopocińską.
Uczeń Gimnazjum Franciszka Józefa I we Lwowie. W latach 1884–1888 student Uniwersytetu we Lwowie. Następnie praktykował jako rolnik i studiował w Wyższej Szkole Rolniczej w Dublanach (1890–1893). W latach 1893–1894 studiował w Berlinie, a w latach 1894–1895 na Uniwersytecie w Lipsku. W 1895 uzyskał stopień doktora filozofii. W celach naukowych przebywał w Holandii, Niemczech i Szwajcarii. W latach 1895–1903 związany ze Szkołą w Dublanach. Następnie w latach 1903–1919 inspektor hodowli bydła w Krakowie. W latach 1921–1931 profesor w Bydgoszczy, a w 1929 roku profesor na Uniwersytecie w Poznaniu.
Napisał m.in. książki: Zwierzęta domowe w zdrowiu i chorobie (1910), Budowa krów mlecznych i oznaki mleczności (1913), Postępy hodowli czerwonego bydła polskiego w Galicji Zachodniej i jej metody współczesne, Kilka uwag i spostrzeżeń nad owcą fryzyjską (Rocznik. Nauk Rolniczych Uniwersytet Poznański t. XIII. Poznań 1925, s. 150–157).
Brał udział w zjeździe Towarzystwa Lekarzy i Przyrodników Polskich w 1911 roku i został wybrany członkiem komitetu gospodarczego Towarzystwa.
2 maja 1923 został odznaczony Krzyżem Oficerskim Orderu Odrodzenia Polski „za zasługi, położone dla Rzeczypospolitej Polskiej na polu pracy hodowlanej".
Pochowany w Krakowie na cmentarzu Rakowickim w grobowcu rodzinnym Czarnowskich i Sumińskich (kwatera X(iks), płn.-zach.).

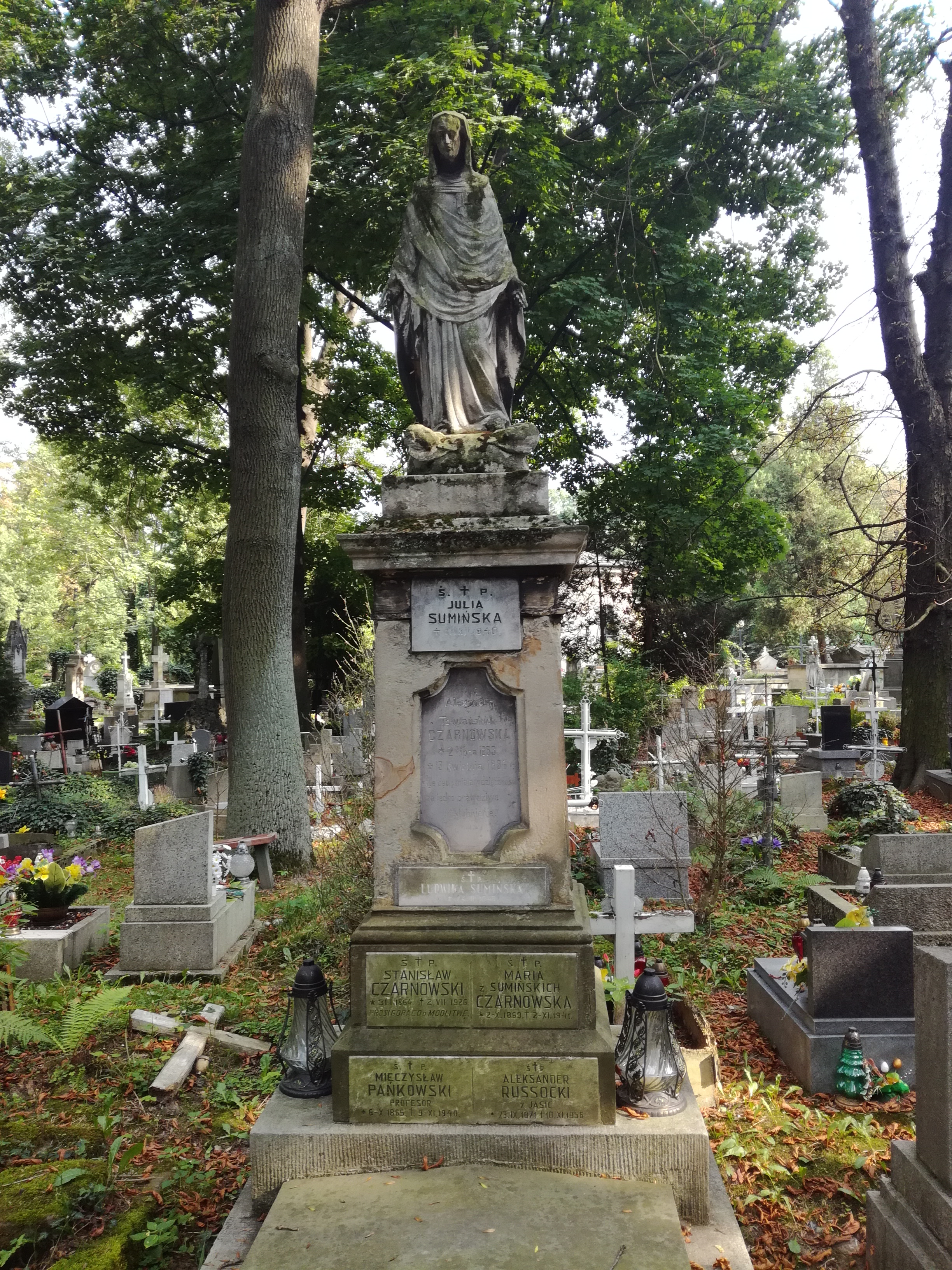
Grób Mieczysława Pańkowskiego na cmentarzu Rakowickim